# غوستاف نيكولاي
غوستاف نيكولاي (بالألمانية: Gustav Nicolai)‏ هو ملحن وكاتب ألماني، ولد في 28 مايو 1795 في برلين في ألمانيا، وتوفي بنفس المكان في 1850.